# Saló de la Fama del Beisbol
El Saló de la Fama Nacional de Beisbol, localitzat a Cooperstown, Nova York, Estats Units, és un museu semi-oficial dirigit per entitats privades que serveix com a punt central per a l'estudi de la història del beisbol als Estats Units i al món. També té com a funcions l'exhibició d'importants objectes relacionats amb aquest esport, així com la realització d'activitats encaminades a honrar les persones que s'han destacat com jugador, dirigent o propulsor de beisbol. Quan es menciona el "Saló de la Fama" en articles i converses, es fa referència sobretot a la llista d'homenatjats, més que al museu. El lema del Saló és: "Preservar la història, honrar l'excel·lència, connectar generacions."